# Lancaster (Wisconsin)
Pour les articles homonymes, voir Lancaster.
La ville de Lancaster est le siège du comté de Grant, dans le Wisconsin, aux États-Unis. Sa population s’élevait à 3 868 habitants lors du recensement de 2010.

## Source
- (en) Cet article est partiellement ou en totalité issu de l’article de Wikipédia en anglais intitulé « Lancaster, Wisconsin » (voir la liste des auteurs).